# Weissport
Weissport é um distrito localizado no estado norte-americano de Pensilvânia, no Condado de Carbon.

## Demografia
Segundo o censo norte-americano de 2000, a sua população era de 434 habitantes. Em 2006, foi estimada uma população de 430, um decréscimo de 4 (-0.9%).

## Geografia
De acordo com o United States Census Bureau tem uma área de 0,4 quilômetros quadrados, dos quais 0,3 quilômetros quadrados cobertos por terra e 0,1 quilômetros quadrados cobertos por água.

## Localidades na vizinhança
O diagrama seguinte representa as localidades num raio de 8 quilômetros ao redor de Weissport.